# 14252 Audreymeyer
14252 Audreymeyer è un asteroide della fascia principale. Scoperto nel 2000, presenta un'orbita caratterizzata da un semiasse maggiore pari a 2,2620845 UA e da un'eccentricità di 0,1179149, inclinata di 2,12746° rispetto all'eclittica.